# Teoría clásica de la administración
La teoría clásica de la administración es una teoría que analiza y sintetiza el papel de la administración en las organizaciones. Fue desarrollada alrededor de 1900 por el ingeniero francés Henri Fayol.

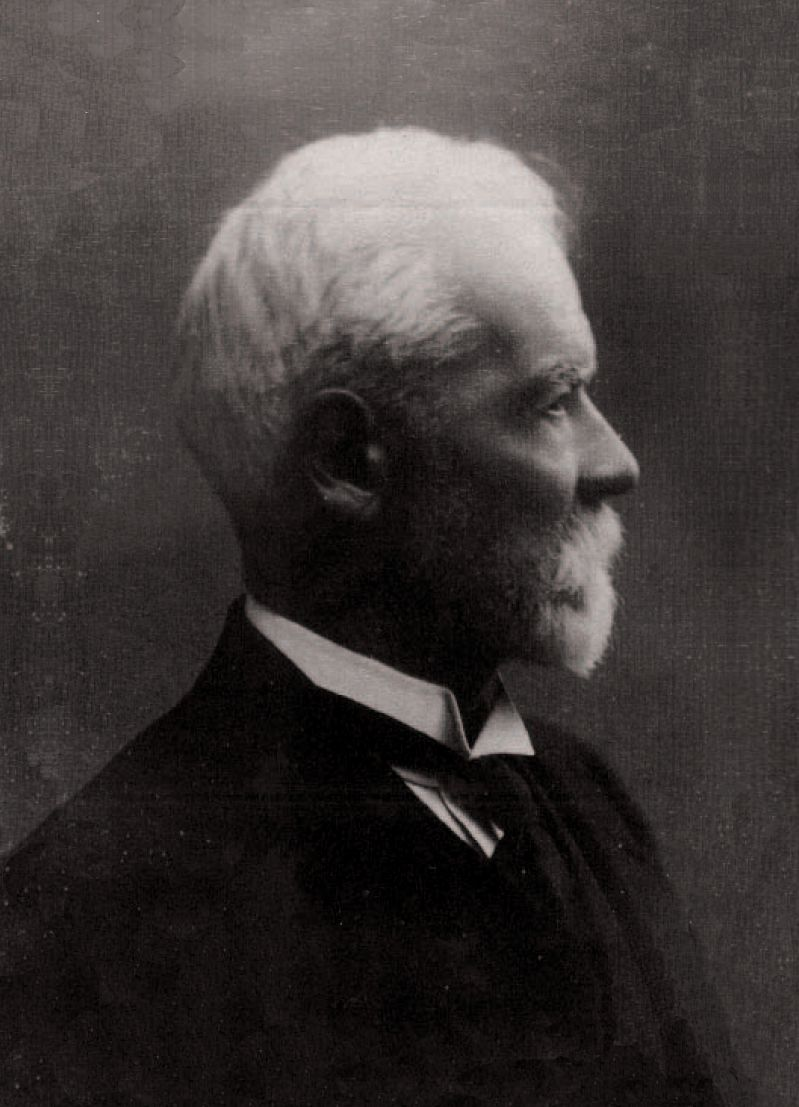
Henri Fayol

## Investigación y enseñanza de la administración
Fayol creía que al centrarse en las prácticas de administración podría minimizar los malentendidos y aumentar la eficiencia en las organizaciones. Instruyó a los gerentes sobre cómo cumplir con sus deberes gerenciales y las prácticas en las que deben participar. En su libro L'Administration industrielle générale (publicado en francés en 1916), Fayol esbozó su teoría general de la administración, que creía que podría aplicarse a la administración de innumerables industrias. El aparato administrativo o funciones de la administración eran su mayor preocupación, y por ello presentó su teoría administrativa, es decir, principios y elementos de la administración.
Sus teorías e ideas eran idealmente el resultado de su entorno: una Francia posrevolucionaria con una república burguesa emergente. Él mismo era un burgués y creía que el control de los trabajadores era lo que permitía una mayor productividad más allá de todas las demás consideraciones administrativas. Sin embargo, en su libro L'Administration industrielle et générale, es evidente que Fayol defendía un enfoque flexible de la administración, uno que creía podía aplicarse a cualquier circunstancia, ya sea en el hogar, el lugar de trabajo o dentro del estado. Destacó la importancia y la práctica del pronóstico y planificación para la aplicación de estas ideas y técnicas, lo que demostró su capacidad y énfasis en poder adaptarse a cualquier tipo de situación. Además, su libro esboza una agenda por la cual, a cada ciudadano se le expone y enseña alguna forma de educación administrativa, permitiéndole así ejercer habilidades de gestión primero en la escuela y luego en el lugar de trabajo, todo esto bajo una teoría de administración aceptada.

## Fayol vs. la Administración científica de Frederick Taylor
Fayol ha sido considerado por muchos como el padre de la teoría de la administración operativa moderna, y sus ideas se han convertido en una parte fundamental de los conceptos de gestión modernos. A menudo se compara a Fayol con Frederick Winslow Taylor, quien desarrolló la administración científica o taylorismo. La administración científica de Taylor se ocupa de la organización eficiente de la producción en el contexto de una empresa competitiva que se ocupa de controlar sus costos de producción. El sistema de administración científica de Taylor es la piedra angular de la teoría clásica. Fayol también fue un teórico clásico, se refirió a Taylor en sus escritos y lo consideró un visionario y pionero en la administración de organizaciones.
Sin embargo, Fayol difería de Taylor en su enfoque. El enfoque principal de Taylor estaba en la tarea, mientras que Fayol estaba más preocupado por la administración. Otra diferencia entre los dos teóricos es su trato a los trabajadores. Fayol parece tener un poco más de respeto por el trabajador que Taylor, como lo demuestra Fayol al proclamar que los trabajadores pueden estar motivados por algo más que el dinero. Fayol también abogó por la equidad en el trato de los trabajadores.De acuerdo a Claude George (1968), una diferencia principal entre Fayol y Taylor era que Taylor veía los procesos administrativos de abajo hacia arriba, mientras que Fayol los veía de arriba hacia abajo. En el libro de Fayol L'Administration industrielle et générale, Fayol escribió que

El enfoque de Taylor difiere del que hemos esbozado en que examina la empresa de abajo hacia arriba. Comienza con las unidades de actividad más elementales, las acciones de los trabajadores, luego estudia los efectos de sus acciones en la productividad, diseña nuevos métodos para hacerlos más eficientes y aplica lo que aprende en los niveles inferiores de la jerarquía...
Fayol, 1987, p. 43

Él sugiere que Taylor tiene analistas y asesores de personal que trabajan con personas de niveles inferiores de la organización para identificar las formas de mejorar la eficiencia. Según Fayol, el enfoque resulta en una "negación del principio de unidad de mando". Fayol criticó la gestión funcional de Taylor de esta forma.

... las características externas más marcadas de la gestión funcional reside en el hecho de que cada trabajador, en lugar de entrar en contacto directo con la dirección en un solo punto, ... recibe sus órdenes diarias y ayuda de ocho jefes diferentes ...
Fayol, 1949, p. 68.

Esos ocho referidos por Fayol son:
1. empleados de ruta,
2. hombres de tarjeta de instrucción
3. dependientes de costos y tiempo
4. jefes de pandillas
5. jefes de velocidad
6. inspectores
7. reparar jefes, y el
8. tienda disciplinaria (p. 68).

Esto, dijo, era una situación inviable, y que Taylor debió haber reconciliado de alguna manera la dicotomía de alguna manera que no se describe en las obras de Taylor.
El deseo de Fayol de enseñar una teoría generalizada de la administración surgió de la creencia de que cada individuo de una organización en un momento u otro asume deberes que involucran decisiones de gestión. En cambio, Taylor creía que la actividad administrativa era un deber exclusivo de la clase dominante de una organización. El enfoque de Fayol estaba más en sintonía con su idea de Autoridad, que decía: "... que el derecho a dar órdenes no debe considerarse sin la aceptación y comprensión de la responsabilidad".
Conocido como uno de los primeros padres de los movimientos de Relaciones Humanas, Fayol expresó ideas y prácticas diferentes a Taylor, en las que mostraron flexibilidad y adaptación, y enfatizó la importancia de la interacción interpersonal entre los empleados.

### Principios de la administración de Fayol
A principios del siglo XX, Fayol desarrolló 14 principios de administración para ayudar a los gerentes a administrar sus asuntos de manera más efectiva. Las organizaciones de países tecnológicamente avanzados interpretan estos principios de manera muy diferente a la forma en que se interpretaron durante la época de Fayol. Estas diferencias en la interpretación son en parte el resultado de los desafíos culturales que enfrentan los administradores al implementar este marco. Los catorce principios son:
1. División de trabajo
2. Autoridad y responsabilidad
3. Disciplina
4. Unidad de mando
5. Unidad de dirección
6. Subordinación del interés individual al general
7. Remuneración
8. Centralización
9. Jerarquía
10. Orden
11. Equidad
12. Estabilidad
13. Iniciativa
14. Espíritu de equipo o Esprit de corps .

### Elementos (o funciones) de la administración de Fayol
Dentro de su teoría, Fayol describió cinco elementos de la administración que describen los tipos de comportamientos que los gerentes deben adoptar para que las metas y objetivos de una organización se cumplan de manera efectiva. Los cinco elementos de la gestión son:
1. Planificación: Crear un plan de acción a futuro, determinando las etapas del plan y la tecnología necesaria para implementarlo. Decidir de antemano qué hacer, cómo hacerlo, cuándo hacerlo y quién debería hacerlo. Traza el camino desde donde está la organización hasta donde quiere estar. La función de planificación implica establecer metas y organizarlas en un orden lógico. Los administradores participan en la planificación tanto a corto como a largo plazo.
2. Organización: Una vez que se diseña un plan de acción, los gerentes deben proporcionar todo lo necesario para llevarlo a cabo; incluyendo materias primas, herramientas, capital y recursos humanos. Identificar responsabilidades, agruparlas en departamentos o divisiones y especificar relaciones organizacionales.
3. Comando: Los gerentes deben implementar el plan. Deben comprender las fortalezas y debilidades de su personal. Liderar a las personas de una manera que logre los objetivos de la organización requiere una asignación de recursos adecuada y un sistema de apoyo eficaz. Dirigir requiere habilidades interpersonales excepcionales y la capacidad de motivar a las personas. Uno de los temas cruciales en la dirección es el equilibrio correcto entre las necesidades del personal y la producción.
4. Coordinación: Los gerentes de alto nivel deben trabajar para "armonizar" todas las actividades para facilitar el éxito organizacional. La comunicación es el principal mecanismo de coordinación. Sincroniza los elementos de la organización y debe tener en cuenta la delegación de autoridad y responsabilidad y el alcance del control dentro de las unidades.
5. Control: El elemento final de la gestión implica la comparación de las actividades del personal con el plan de acción, es el componente de evaluación de la gestión. Función de seguimiento que evalúa la calidad en todas las áreas y detecta desviaciones potenciales o reales del plan de la organización, asegurando un desempeño de alta calidad y resultados satisfactorios mientras se mantiene un entorno ordenado y libre de problemas. El control incluye la gestión de la información, la medición del desempeño y la institución de acciones correctivas.

### Efectos de la comunicación escrita
Fayol creía que la animosidad y el malestar en el lugar de trabajo se producían entre los empleados de diferentes departamentos. Se pensaba que muchos de estos "malentendidos" se debían a una comunicación inadecuada, principalmente a través de cartas (o correos electrónicos en términos actuales). Entre los estudiosos de la comunicación organizacional y la psicología, se percibía que las letras inducían o solidificaban una estructura jerárquica dentro de la organización. A través de este tipo de comunicación vertical, muchas personas adquirieron un falso sentimiento de importancia. Además, dio paso a pensamientos egoístas y eventuales conflictos entre los empleados en el lugar de trabajo.
Este concepto se expresó en el libro de Fayol, al afirmar, "en algunas empresas... empleados de departamentos vecinos con numerosos puntos de contacto, o incluso empleados dentro de un departamento, que podrían fácilmente reunirse, se comunican entre sí por escrito... hay que observar cierta animosidad que prevalece entre diferentes departamentos o entre diferentes empleados dentro de un departamento. El sistema de comunicación escrita suele traer este resultado. Hay una forma de acabar con este deplorable sistema... y es prohibir toda comunicación por escrito que pueda ser sustituida fácil y ventajosamente por verbales".

## Teoría administrativa en el lugar de trabajo moderno
Fayol creía que las prácticas administrativas eran clave para la previsibilidad y la eficiencia en las organizaciones. La teoría administrativa ve la comunicación como un ingrediente necesario para una gestión exitosa y muchas de las prácticas de Fayol todavía están vivas en el lugar de trabajo actual. Los elementos y principios de la administración se pueden encontrar en las organizaciones modernas de varias formas: como prácticas aceptadas en algunas industrias, como versiones renovadas de los principios o elementos originales, o como remanentes de la historia de la organización a la que se ofrecen prácticas y filosofías alternativas. El ejército de los Estados Unidos es un excelente ejemplo de una organización que ha seguido aplicando estos principios.[cita requerida]